# Jeanne Pulver
Jeanne Pulver (* 14. Mai 1951 in Liestal) ist eine Schweizer Schauspielerin.

## Leben
Zunächst absolvierte sie eine Lehre als Fernmeldeassistentin der Flugsicherung und danach von 1972 bis 1975 eine Schauspielausbildung an der Schauspiel-Akademie Zürich. Ihr erstes hatte Engagement sie von 1975 bis 1977 am Städtebundtheater Biel-Solothurn und von 1977 bis 1980 am Theater für den Kanton Zürich.
Sie spielte auf zahlreichen Bühnen im In- und Ausland. 2002 inszenierte sie August Strindbergs Gläubiger in Ouagadougou.